# All-Star Game LNB 1993
Le All-Star Game LNB 1993 est la 7e édition du All-Star Game LNB. Il s’est déroulé le 22 mai 1993 à Évreux. L’équipe des All-Stars étrangers a battu l’équipe des All-Stars Français (125-127). Stéphane Ostrowski est le meilleur marqueur de la rencontre (32 points). Jim Bilba a été élu MVP du match. Il se dispute en quatre quart-temps de 12 minutes pour la dernière fois.

## Joueurs

### All-Stars Français
| Position    | Joueur             | Équipe     |
| ----------- | ------------------ | ---------- |
| Meneur      | Frédéric Forte     | Limoges    |
| Meneur      | Moustapha Sonko    | Sceaux     |
| Meneur      | Valéry Demory      | Pau-Orthez |
| Arrière     | Antoine Rigaudeau  | Cholet     |
| Ailier      | Jimmy Vérove       | Limoges    |
| Ailier      | Didier Gadou       | Pau-Orthez |
| Ailier      | Hugues Occansey    | Antibes    |
| Ailier fort | Thierry Gadou      | Pau-Orthez |
| Ailier fort | Jim Bilba          | Limoges    |
| Ailier fort | Stéphane Ostrowski | Antibes    |

### All-Stars Étrangers
| Position    | Joueur           | Équipe        |
| ----------- | ---------------- | ------------- |
| Meneur      | Zoran Sretenović | Antibes       |
| Ailier      | Billy Goodwin    | Hyères Toulon |
| Ailier      | Voise Winters    | Caen          |
| Ailier      | Bill Jones       | Gravelines    |
| Ailier      | Don Collins      | La Rochelle   |
| Ailier fort | Michael Brooks   | Levallois     |
| Ailier fort | Curtis Kitchen   | Cholet        |
| Ailier fort | Norris Bell      | Le Mans       |
| Pivot       | Patrick Eddie    | Saint-Quentin |
| Pivot       | Elwayne Campbell | Le Mans       |

### Entraîneurs
Michel Gomez (Pau-Orthez), dirige l’équipe des All-Stars Français. Božidar Maljković (Limoges), dirige l’équipe des All-Stars Étrangers.